# La boiarda Vera Šeloga
La boiarda Vera Šeloga, op. 54 è un'opera di Rimskij-Korsakov, in un unico atto.

## Storia della composizione
L'opera è composta da materiale originariamente destinato alla prima opera di Rimskij-Korsakov, La fanciulla di Pskov, della quale costituisce l'antefatto e poi non incluso in essa. Il libretto fu scritto dal compositore stesso con la collaborazione di Vsevolod Krestovskij e Modest Petrovič Musorgskij, sulla base del primo atto del dramma di Lev Mej La fanciulla di Pskov. Rimskij-Korsakov compose ed orchestrò La boiarda Vera Šeloga nel 1898 piuttosto rapidamente. L'opera può essere rappresentata da sola o come prologo a La fanciulla di Pskov.

## Trama
L'azione ha luogo a Pskov nel 1555.
Mentre suo marito è assente per una campagna militare, Vera Šeloga dà alla luce una bambina, Ol'ga. Vera confessa alla sorella nubile che il padre della bambina non è suo marito, ma un forestiero di passaggio (che risulterà essere lo zar Ivan il Terribile), che l'aveva sedotta. Alla fine della conversazione il marito di Vera fa ritorno a casa, accompagnato dal principe Tokmakov, e rimane sorpreso dalla presenza del neonato. Alla sua domanda su di chi sia la bimba, Nadežda, in uno slancio improvviso, salva Vera affermando che è sua.